# Beringen
Beringen je město v Belgii. Nachází se ve Vlámském regionu v oblasti Kempen. Obec Beringen je po Hasseltu a Genku třetí největší obcí provincie Limburk a zahrnuje kromě vlastního Beringenu bývalé obce Beverlo, Koersel a Paal.

## Historie

### Počátky
Beringen byl osídlen již v dobách Keltů, jak roku 1995 prokázaly archeologické nálezy zlatých mincí a dalších artefaktů na jeho území.
Tyto nálezy pocházejí přibližně z roku 90 př. n. l. a představují nejseverněji nalezené zlaté předměty z pozdní doby železné v Evropě.
V 8. století udělil svatý Adelárius oblast Beringe (tento název vešel ve známost ve 12. století) opatství v Corbie.
Po většinu středověku byl Beringen součástí hrabství Loon, od kterého roku 1239 obdržel městskou listinu.
Město bylo obklopeno vodními příkopy a hradbami.
Roku 1366 bylo celé hrabství Loon připojeno k biskupství Lutych, které bylo po politické stránce knížectvím.
Beringen se stal jedním z 23 nejvýznamnějších měst tohoto biskupství, označovaných jako „bonnes villes“, a zůstal jeho součástí až do roku 1795, kdy bylo anektováno Francií.

### Hornická minulost
Roku 1901 byla pod vedením Andrého Dumonta nalezena v oblasti Kempen ložiska uhlí, což vedlo k založení několika dolů.
Roku 1919 se s těžbou uhlí začalo v Koerselu.
Zlaté období těžby začalo těsně po druhé světové válce a trvalo až do konce 50. let, kdy začaly být k dispozici levnější zdroje energie.
Poslední uhelný důl v Beringenu byl zavřen 28. října 1989.
V okolí města jsou stále patrné haldy a důlní budovy.

## Zajímavosti
- Jednou z hlavních atrakcí Beringenu je důlní muzeum, které se zabývá historií průmyslu v regionu.
- Díky dobré síti cyklistických tras je Beringen jedním z nejvhodnějších míst pro cyklistiku v oblasti Kempen.

## Osobnosti
- Jo Vandeurzen (* 1958), belgický politik
- Ingrid Berghmans (* 1961), belgická judistka
- Mauro Pawlowski (* 1971), belgický hudebník